# Grande Fermeda
La Grande Fermeda (2.873 m s.l.m. - detta anche Torre Fermeda) è una montagna del Gruppo delle Odle nelle Dolomiti. Si trova in provincia di Bolzano (Trentino-Alto Adige).
Viene chiamata così per distinguerla dalla Piccola Fermeda.

## Collocazione
Si trova a sud-ovest del Sass Rigais.

## Salita alla vetta
Si può salire sulla montagna partendo dal Rifugio Firenze (2.037 m). La salita presenta dei passaggi di II e III grado.